# Tiya
Tiya là một thị trến miền trung Ethiopia, nằm tại Gurage thuộc Vùng Các dân tộc Phương Nam, ở phía nam Addis Ababa. Đây cũng là một địa điểm khảo cổ học nổi tiếng.

## Nhân khẩu học
Dựa trên số liệu từ Cơ quan Thống kê Trung ương năm 2005, Tiya có tổng dân số ước tính là 3.363 người.. Tiya là một trong ba thị trấn ở huyện Soddo.

## Khảo cổ học
Tiya nổi tiếng về di chỉ khảo cổ gần đó. Tại đây có 36 tấm bia đá dựng đứng, "32 trong số đó khắc các ký hiệu bí ẩn, trong đó có các hình kiếm", tạo nên một quần thể nghĩa trang tiền sử. Di chỉ khảo cổ này được xếp hạng Di sản thế giới năm 1980. Các điểm đáng chú ý trong vùng lân cận bao gồm Melka Awash và Hare Shetan (hồ vốn là miệng núi lửa).